# Cosimo Aldo Cannone
Cosimo Aldo Cannone (Brindisi, 20 marzo 1984) è un pilota motonautico italiano, ritiratosi dall'attività agonistica. È stato due volte campione del mondo nella classe Endurance S1 (2007 e 2008) del mondiale UIM, e due volte campione d’Italia (categoria S3 nel 2006 e S1 nel 2007) del campionato italiano FIM. Nel 2020 ha fondato la Cannone Corporation, di cui è presidente. Dopo il ritiro dalle competizioni ha intrapreso un’attività letteraria, pubblicando nel 2025 il suo primo libro, una raccolta di 84 poesie d’amore dal titolo Cuore italiano.

## Biografia
Cannone ha iniziato la sua carriera negli sport motoristici acquatici nel 2003, a 19 anni, correndo per il team di famiglia al Gran Premio di Cesenatico. Ha gareggiato nelle categorie Endurance S1 ed Endurance S3 inshore per la Federazione Italiana Motonautica.
Nel 2007 si è laureato campione del mondo Endurance nella categoria Sport e nello stesso anno ha ricevuto la medaglia d'oro al valore atletico dal Comitato Olimpico Nazionale Italiano. Ha poi conquistato un secondo titolo mondiale e due titoli italiani, ritirandosi dalle competizioni nel 2009.

Nel 2020 ha fondato la Cannone Corporation, assumendone la presidenza e la carica di CEO. Negli anni successivi ha ampliato i suoi interessi, dedicandosi alla scrittura e pubblicando nel 2025 la sua prima raccolta di poesie.

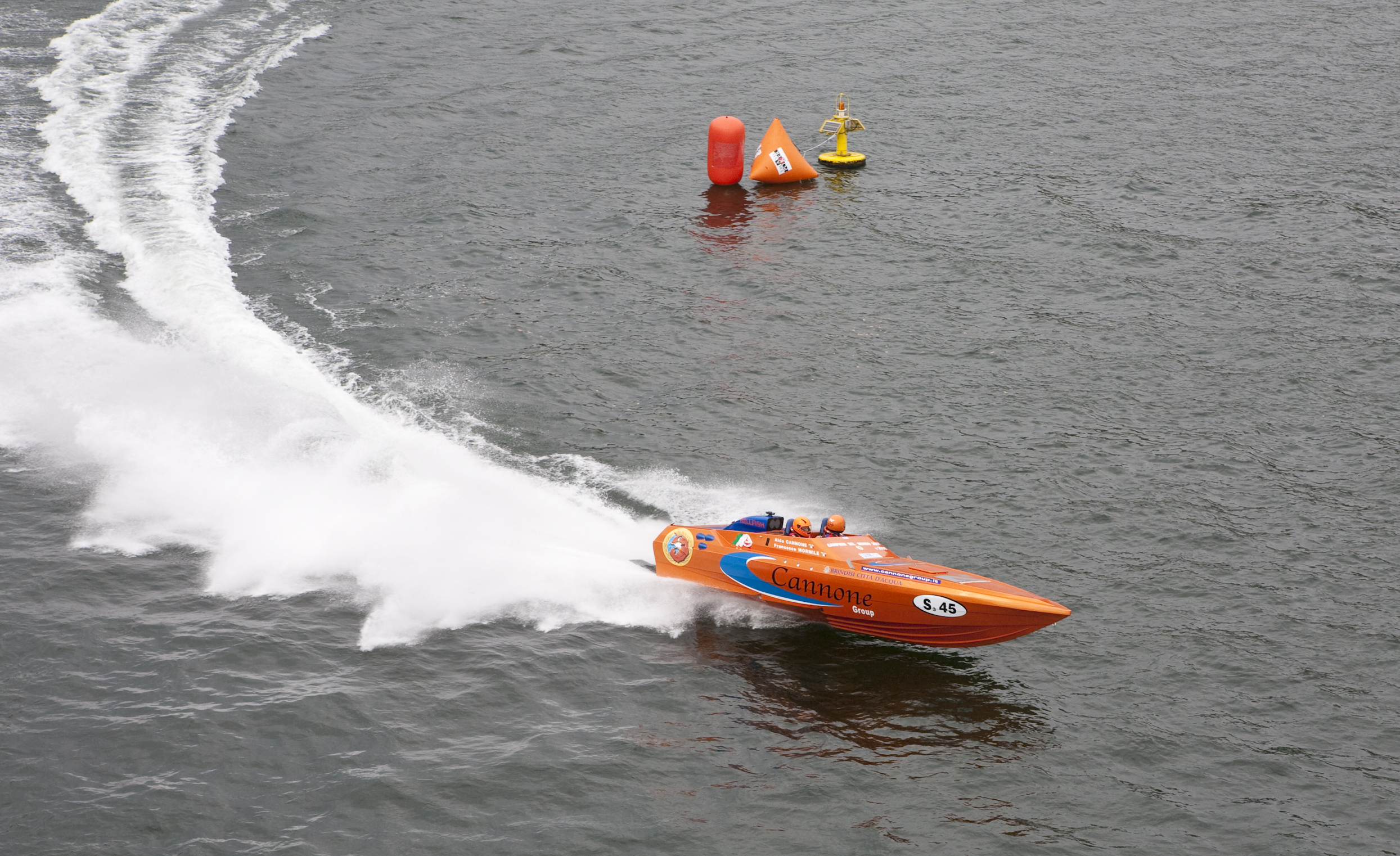
Foto del 2008

## Attività letteraria
Dopo il ritiro dalle competizioni sportive, Aldo Cannone ha coltivato la sua passione per la scrittura, attività che ha portato avanti per anni parallelamente alla sua carriera sportiva e imprenditoriale. Nel 2025 ha pubblicato il suo primo libro, una raccolta intitolata Cuore italiano, composta da 84 poesie d’amore, che riflettono le sue esperienze personali e il suo legame con la cultura italiana.

## Opere
- Cuore italiano: Raccolta di 84 poesie d’amore, Brindisi, autopubblicato, 2025. ISBN 979-8316362226.

## Vittorie
- 2005: Palermo
- 2006: Cesenatico
- 2007: Domaso, Bellaria – Igea marina, San Benedetto, Como, Anzio
- 2008: Nettuno

## Statistiche personali
- Gp disputati: 27
- Mondiali vinti: 2
- Vittorie: 12
- Giri veloci: 10
- Podi: 23